# Artix (Pyrénées-Atlantiques)
Artix is een gemeente in het Franse departement Pyrénées-Atlantiques (regio Nouvelle-Aquitaine) en telt 3122 inwoners (1999). De plaats maakt deel uit van het arrondissement Pau. In de gemeente ligt spoorwegstation Artix. Artix telde op 1 januari 2022 3.446 inwoners.

## Geografie
De oppervlakte van Artix bedroeg op 1 januari 2022 9,11 vierkante kilometer; de bevolkingsdichtheid was toen 378,3 inwoners per km².

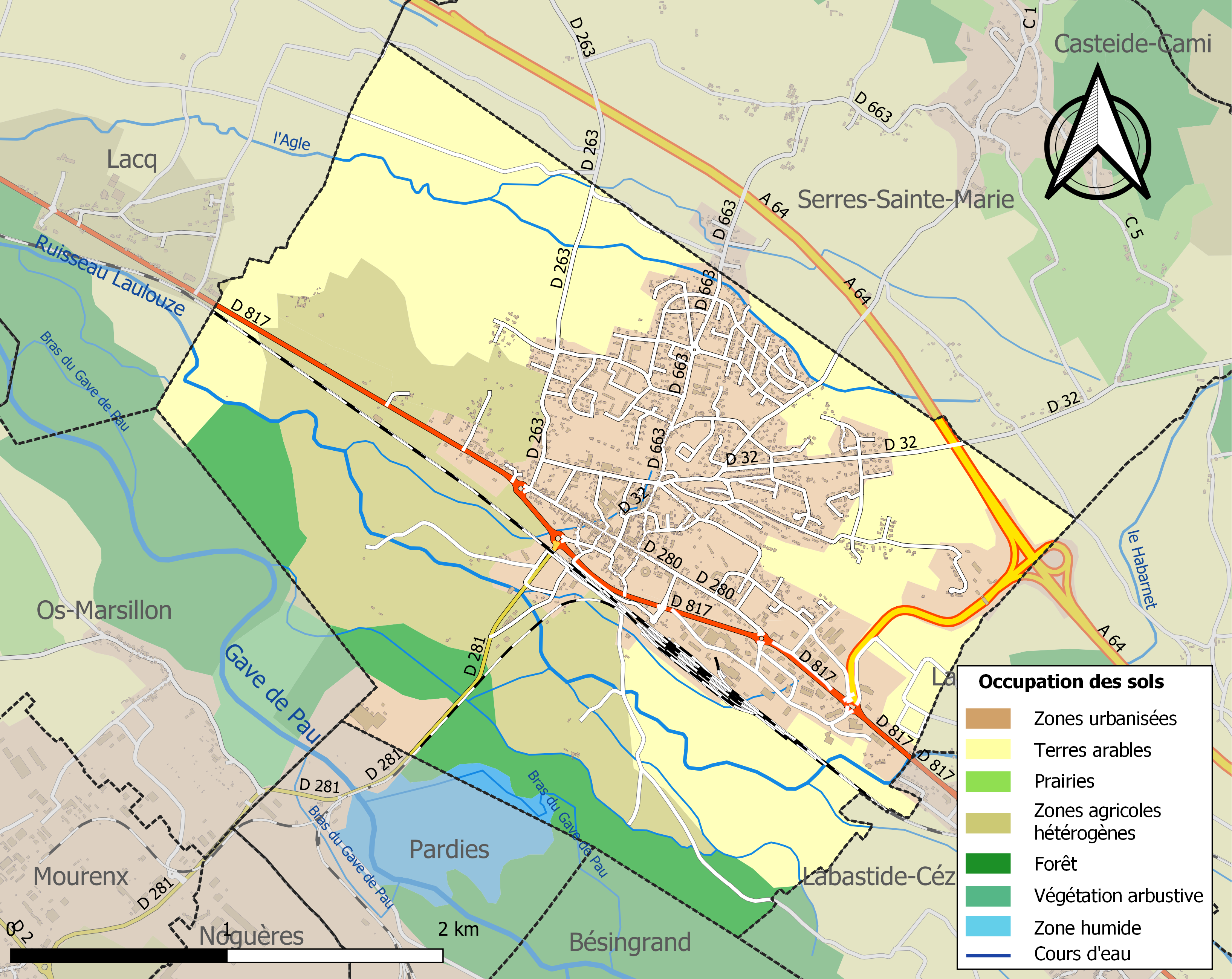
Kaart van de gemeente met belangrijkste infrastructuur, bodemgebruik en omliggende gemeenten

## Demografie
Onderstaande figuur toont het verloop van het inwonertal (bron: INSEE-tellingen).